# Du bist Boss
Du bist Boss ist die vierte und letzte Singleauskopplung aus Kollegahs viertem Studioalbum King. Sie wurde am 3. Mai 2014 über das Plattenlabel Selfmade Records veröffentlicht.

## Hintergrund
Im Februar 2014 veröffentlichte Kollegah mit Alpha die erste Single aus seinem vierten Album King. Im März erschien AKs im Wandschrank, im April King bevor Du bist Boss am 3. Mai 2014 als letzte Singleauskopplung veröffentlicht wurde. Zeitgleich erschien auf dem YouTube-Kanal von Kollegahs damaligem Label Selfmade Records das Musikvideo zu Du bist Boss, das seitdem über 27 Millionen Mal angeklickt wurde (Stand: Juni 2024). Beim Musikvideo, das in Düsseldorf und Köln gedreht wurde, führte Daniel Zlotin Regie.
In Du bist Boss adressiert Kollegah den Zuhörer direkt und fordert ihn auf, für sich selbst zu kämpfen, immer standhaft zu bleiben und seine Ziele nicht aus den Augen zu verlieren.

## Rezeption
Laut.de beurteilte das Lied eher kritisch und schrieb: „Die Bosshaftigkeit verliert sich auf 08/15-Beat in aufgeblasenen Phrasen [...] Klar, glaub an dich und so. So ganz möchte das zu Kolles Image nicht passen und klingt einfach nur nach mit dem Zeigefinger wedeln.“

## Charterfolge
Du bist Boss stieg in der 21. Kalenderwoche 2014 auf der Position 36 in die deutschen Singlecharts ein und konnte sich insgesamt 8 Wochen in den Top 100 halten. In Österreich und der Schweiz konnte die Single sich nicht platzieren.
| ChartsChartplatzierungen | Höchstplatzierung | Wochen |
| ------------------------ | ----------------- | ------ |
| Deutschland (GfK)        | 36 (8 Wo.)        | 8      |

## Verkaufszahlen und Auszeichnungen
Du bist Boss erhielt im Jahr 2020 in Deutschland für mehr als 150.000 verkaufte Einheiten eine Goldene Schallplatte.

| Land/Region        | Auszeichnungen für Musikverkäufe (Land/Region, Auszeichnung, Verkäufe) | Verkäufe |
| ------------------ | ---------------------------------------------------------------------- | -------- |
| Deutschland (BVMI) | Gold                                                                   | 150.000  |
| Insgesamt          | 1× Gold ·                                                              | 150.000  |